# ترافاكو سيكوماريو (بافيا)
ترافاكو سيكوماريو (بالإيطالية: Travacò Siccomario)‏ هي بلدة تقع في مقاطعة بافيا بإقليم لومبارديا في شمال إيطاليا. تبلغ مساحة هذه المدينة 15.1 (كم²)، وترتفع عن سطح البحر 61 م، بلغ عدد سكانها 3630 نسمة في عام 2004 حسب إحصاء المعهد الوطني للإحصاء.

## السكان
في سنة 1861 بلغ عدد السكان 1٬478 نسمة، وتطور العدد ليصل في سنة 2011 لـ 4٬361 نسمة.
يظهر هذا المخطط البياني تطور النمو السكاني لـ ترافاكو سيكوماريو (بافيا)

## وصلات خارجية
- الموقع الرسمي